# Rolf-Hans Müller
Rolf-Hans Müller (Dresden, 10 april 1928 – Baden-Baden, 26 december 1990) was een Duits componist, dirigent, arrangeur en pianist.

## Levensloop
Müller bezocht in zijn geboortestad het "Evangelische Kreuzgymnasium" en was zanger in de bekende "Dresdner Kreuzchor (Dresdner kruiskoor)". Na de Tweede Wereldoorlog studeerde hij aan de "Musikhochschule Heidelberg, nu: Hochschule für Kirchenmusik Heidelberg. Vanaf 1949 was hij als componist, arrangeur en pianist werkzaam voor des Südwestfunk (SWF) in Baden-Baden, intussen opgegaan in de Südwestrundfunk. 
Na de wissel van Kurt Edelhagen tot de WDR in Keulen in 1958 richtte hij het dansorkest van de SWF op en werd hun leider tot 1979. Met dit dansorkest van de SWF maakte hij vele concerttournees zowel door delen van Azië alsook Noord-Amerika. Door de medewerking aan talrijke televisieprogramma's was hij bekend. Müller en zijn dansorkest werkten ook op 26 augustus 1967 aan de eerste uitzending van het kleurentelevisie door de Arbeitsgemeinschaft der öffentlich-rechtlichen Rundfunkanstalten der Bundesrepublik Deutschland (ARD) tijdens de 25e Internationale Funkausstellung Berlin mee. Naar het overleden van de componist en dirigent Franz Grothe werd hij ook verantwoordelijk en muzikale leider van het Duitse televisieprogramma "Zum Blauen Bock". Hij componeerde muziek op teksten van de moderator Heinz Schenk. In de SWF radio was hij regelmatig met zijn dansorkest te gast in het programma "Allein gegen alle" van de moderator Hans Rosenthal (1925-1987).
Naast zijn werkzaamheden als dirigent was Müller ook succesrijk als componist en arrangeur. Hij componeerde veel muziek voor films en televisieseries, bijvoorbeeld "Der Forellenhof", "Salto Mortale", "Die Powenzbande" en voor twee delen van de Duitse krimiserie Tatort. Met zijn dansorkest en verschillende solisten (Maynard Ferguson en anderen) produceerde hij langspeelplaten. Naar hem is de tweejaarlijks uitgegeven prijs voor filmmuziek van de Südwestrundfunk (SWR) benoemd.

## Composities

### Werken voor harmonieorkest
- Selectie uit de filmmuziek tot "Salto Mortale"

### Werken voor bigband
- Latin Touch

### Filmmuziek/televisieseries
- 1957: Mrs. Cheneys Ende
- 1960: Sie können's mir glauben
- 1960: Terror in der Waage
- 1962-1963: Alle meine Tiere (televisieserie)
- 1965: Der Forellenhof (televisieserie)
- 1969: Husch, husch ins Körbchen
- 1971: Zu dumm zum ...
- 1969-1971: Salto Mortale (televisieserie)
- 1973: Die Powenzbande
- 1973: Der Fluch der schwarzen Schwestern
- 1973-1975: Tatort (televisieserie)
- 1977-1979: Auf Los geht's los
- 1981: Goldene Zeiten
- 1987: Moselbrück (televisieserie)

## Discografie
- Rolf-Hans Müller: Mit Salto Mortale Zum Forellenhof, Bear Family Records